# Малай Андрій Володимирович
Андрій Володимирович Малай (нар. 13 березня 1973, Зеленодольськ, Апостолівський район, Дніпропетровська область, УРСР) — радянський та російський футболіст українського походження, захисник.

## Життєпис
Вихованець Училища олімпійського резерву Дніпропетровська, Українська РСР, грав у 1991 році за дублюючий склад «Дніпра». У 1992-1997 роках грав у калінінградській «Балтиці», провів за клуб 196 матчі, відзначився трьома голами. П'ять наступних сезонів відіграв у московському «Торпедо» — 125 поєдинків. У 2003 році перейшов у підмосковний «Сатурн». У першому сезоні відіграв всі 30 матчів, але на старті наступного отримав важку травму і на полі повернувся лише в жовтні 2005 року. Наступний сезон розпочав у складі стерлітамакського «Содовика», у липні перейшов у «Терек» (Грозний) і в тому ж році завершив професіональну кар'єру.
У 1989 році грав за юнацьку збірну СРСР.
Тренером спочатку працював у ФШМ «Торпедо». У 2008 році був головним тренером дубля «Торпедо». У 2009-2010 - адміністратор і тренер «Торпедо-ЗІЛ». У 2008 році був головним тренером дубля «Торпедо». У 2009-2010 — адміністратор і тренер «Торпедо-ЗІЛ». У 2012 році — старший тренер ФК «Уфа».